# Leandro Oliveira
Leandro Oliveira, nome artistico de Leandro Vasconcellos de Oliveira (Rio de Janeiro, 10 de março de 1978), é um compositor, maestro, produtor musical, autor e artista interdisciplinar brasileiro, conhecido por seu trabalho como curador de música, diretor de produções audiovisuais e mediador de arte e história da cultura.

## Percurso
Nascido no Rio de Janeiro, Leandro Oliveira reside desde 2003 em São Paulo, quando iniciou sua atividade profissional como assistente musical da Osesp, trabalhando com maestro John Neschling.
Doutor em Educação, Arte e História da Cultura pela Universidade Presbiteriana Mackenzie de São Paulo, Leandro desenvolve pesquisas com transmissões audiovisuais ao vivo para práticas performáticas como concertos de música clássica, teatro e dança, tendo tido experiências em espetáculos no Brasil e no Canadá.
Como maestro, já se apresentou com as Orquestra do Theatro São Pedro, Orquestra Sinfônica de Brasília, Orquestra Sinfônica da Unicamp, Orquestra do Festival de Campos do Jordão, ou o grupo Ensemble Contemporanea, com o qual trabalha suas próprias composições, em espaços como Theatro São Pedro, Teatro Claudio Santoro ou Paço das Artes. Entre suas composiçòes, destacam-se a ópera "A Musa do Subsolo; ou, a transfiguração de Galatea" (2016), para atriz, pantomima e pequeno grupo musical, e "Solos" (2005 - 2018), para diversas formações instrumentais. Desde 2023, é regente da Orquestra Inhotim.
Em 2020, Leandro Oliveira publicou seu primeiro livro "Falando de Música - oito lições sobre música clássica", que culmina 12 anos de trabalho como mediador de música clássica para as temporadas da Osesp, em espaços como Sala São Paulo, MASP e unidades do Sesc-SP de todo o estado de São Paulo, entre outros.
Como produtor musical, Leandro foi responsável no Brasil por espetáculos de Freddy Cole, Ute Lemper e Jocy de Oliveira. Foi curador responsável por temporadas internacionais de instituições do Rio de Janeiro e São Paulo, com participação de artistas como Maxim Vengerov, Nicolai Lugansky, La Grande Écurie et la Chambre du Roy e o maestro Jean-Claude Malgoire, Pinchas Zukermann, Paquito de Rivera, Nelson Freire, Antonio Meneses e Ricardo Castro. Atuando como Curador de Música do Instituto Inhotim, fez a estréia brasileira de "CircoMúsica - Uma Casa Cheia de Música", de John Cage, encomendas e apresentações inéditas no Brasil de obras de compositores brasileiros como de Eduardo Frigatti, Marcos Balter, Claudio de Freitas, José Henrique Padovani, Leonardo Martinelli e Michelle Agnes Magalhães, além de Terry Riley, Philip Glass, Elodie Bouny, Tan Dun, Missy Mazzoli, Caroline Shaw ou Julius Eastman.  

## Reconhecimentos
Em 2020, foi o diretor responsável pelas transmissões da Orquestra Filarmônica de Minas Gerais, reconhecido pelo público com o Prêmio Concerto "Reinvenção na pandemia", da Revista Concerto; no ano seguinte, a mesma revista garantiu ao trabalho o Prêmio Concerto Especial 2021.